# Csulim (Kis-Csani-tó)
Nem tévesztendő össze az Ob Csulim nevű mellékfolyójával.
A Csulim (oroszul: Чулым) folyó Oroszországban, a Nyugat-szibériai-alföld déli részén, a Novoszibirszki területen.

## Földrajz

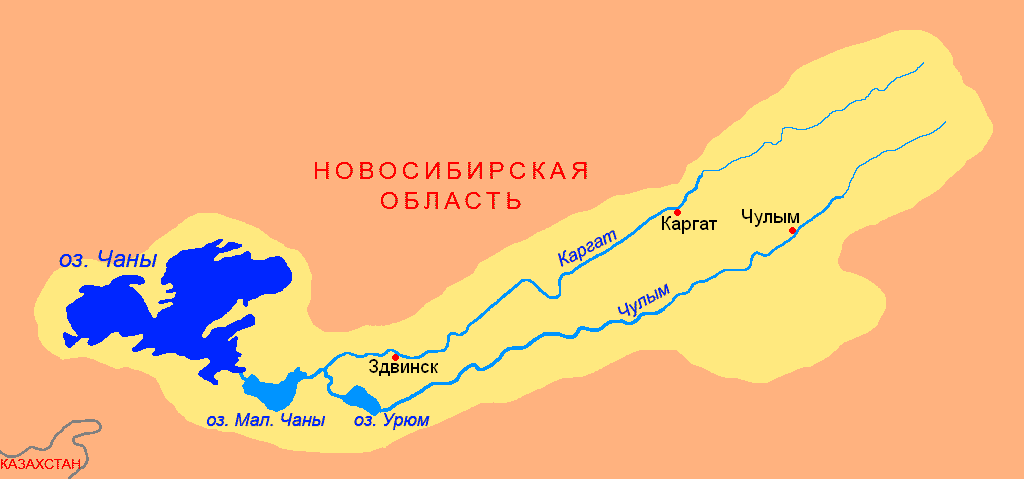
A Csani-tó vízgyűjtő területe

Hossza: 392 km, vízgyűjtő területe: 17 900 km², évi közepes vízhozama a torkolat közelében: 10 m³/s.
A Felső-Ob és az Irtis közötti kiterjedt lefolyástalan medence egyik folyója. A Baraba-alföld déli mocsaraiban ered és végig az alföldön folyik délnyugat felé. Alsó szakaszán átfolyik előbb a Szargul-, majd az Urjum-tavon, végül a lefolyástalan Kis-Csani-tóba (Малые Чаны) torkollik.
Szinte kizárólag hóolvadék táplálja. Novembertől április közepéig befagy, árvize április második felében vagy májusban van. A nyári időszakban végig nagyon alacsony vízállás jellemzi.
Jelentősebb, jobb oldali mellékvize a völgyével párhuzamosan folyó Kargat.
Felső folyásának partján helyezkedik el Csulim város, az azonos nevű járás székhelye.